# Albert Hill
Albert George Hill (Southwark, Londres, 24 de março de 1889 – London, 8 de janeiro de 1969) foi um meio-fundista e campeão olímpico britânico.

## Biografia
Começou no atletismo correndo longas distâncias, vencendo o campeonato britânico amador (Amateur Athletic Association of England) em distâncias acima de 4 milhas em 1910. Na I Guerra Mundial serviu como sinaleiro no Royal Flying Corps na França e quando retornou à Inglaterra começou a disputar provas de meio-fundo. Treinado por Sam Mussabini, técnico entre outros dos campeões olímpicos Reggie Walker e Harold Abrahams e retratado no filme Carruagens de Fogo por Ian Holm, ele venceu a prova das 880 jardas e igualou o recorde britânico da milha – 4:16.8, no campeonato de 1919.
Depois de quase não ser selecionado para os Jogos Olímpicos de Antuérpia 1920 por ser considerado já velho para o atletismo (tinha 31 anos), Hill conseguiu convencer os dirigentes e foi escalado para competir nos 800 m e nos 1500 metros. Disputou a distância mais curta primeiro e conquistou a medalha de ouro derrotando o campeão norte-americano Earl Eby, seis anos mais novo e o sul-africano Bevil Rudd, que era o campeão britânico da distância e sete anos mais novo que ele. No processo, quebrou o recorde britânico para a distância, cravando 1:53.4 numa pista pesada. Dois dias depois, competiu nos 1500 m e novamente venceu, fazendo uma "dobradinha" que só seria igualada em Atenas 2004 por Kelly Holmes. Hill ainda disputou os 3000 m por equipes e colecionou mais uma medalha de prata, sua terceira medalha nos Jogos, ajudando o time britânico.
Em 1921 ele venceu a prova da milha no campeonato inglês, fazendo o segundo melhor tempo da história do atletismo na era do amadorismo. Retirou-se das pistas neste mesmo ano e se tornou técnico. Depois da II Guerra Mundial mudou-se para o Canadá, onde viveu até sua morte.